# Magyarország kitüntetései
Magyarország kitüntetéseivel az államhatalom a kiemelkedő teljesítményeket felmutató állampolgárokat anyagilag és erkölcsileg is elismeri.

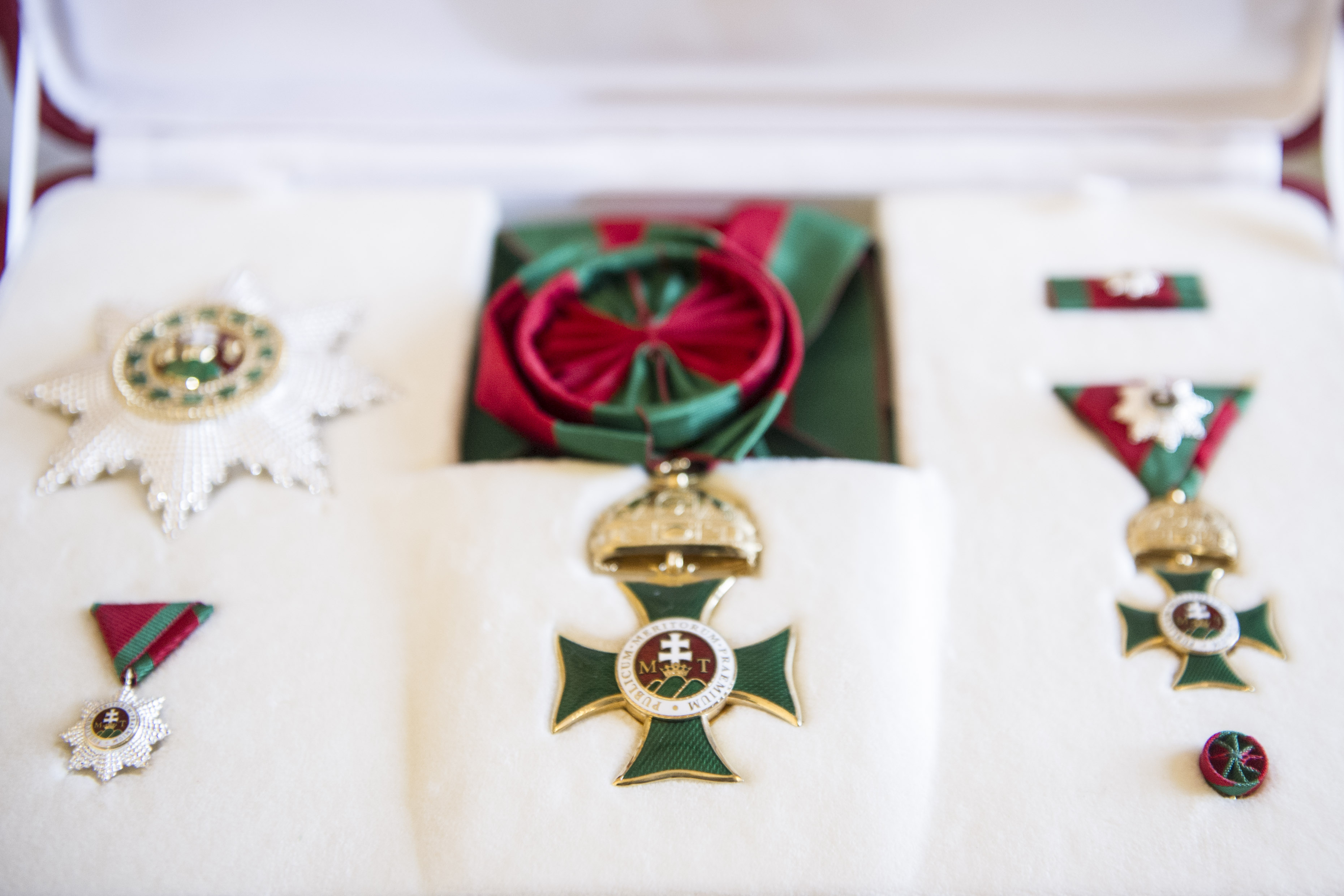
A Magyar Szent István-rend a magyar kitüntetések közül a legmagasabb állami kitüntetés.

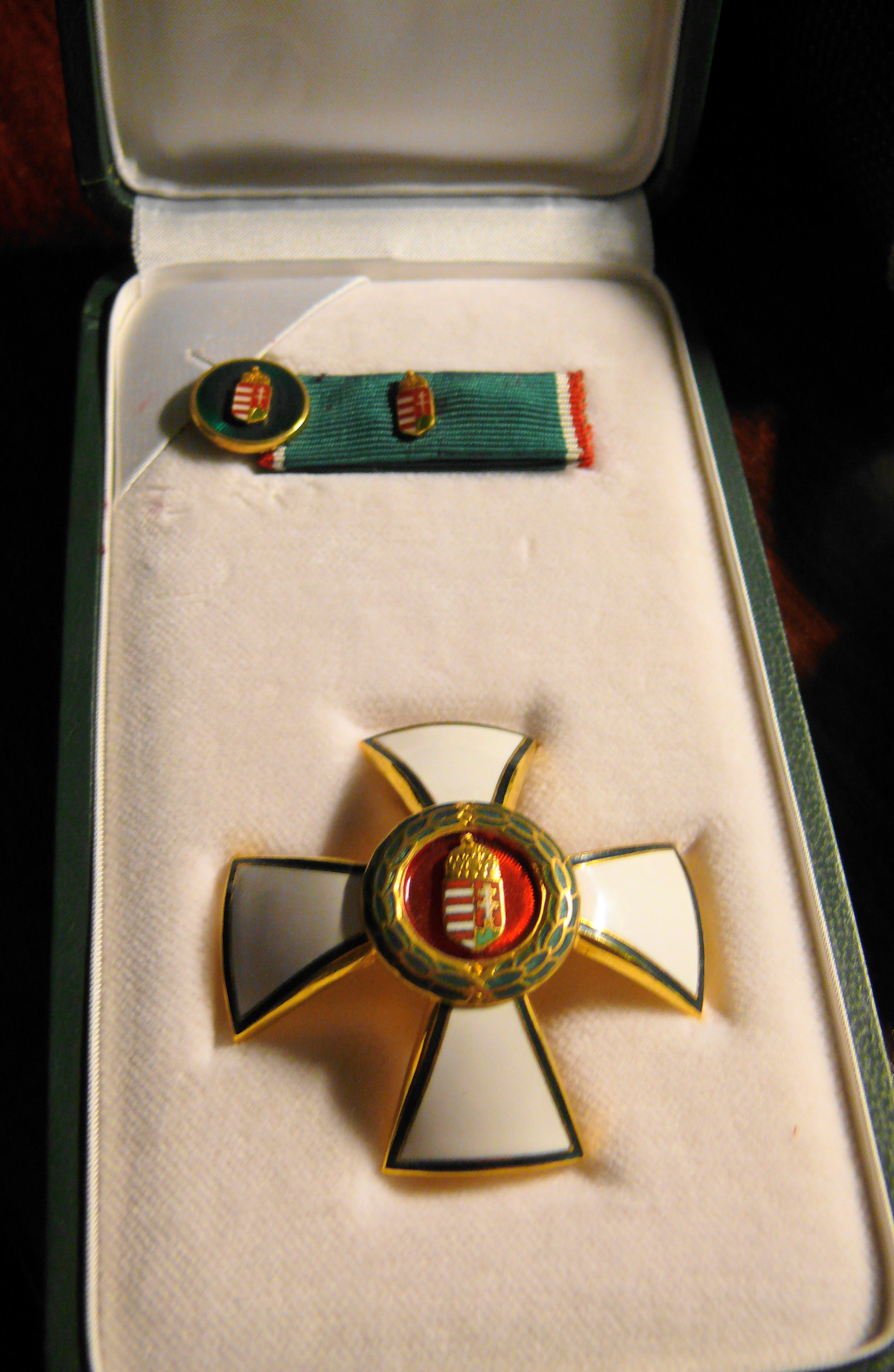
A Magyar Köztársasági Érdemrend tisztikeresztje

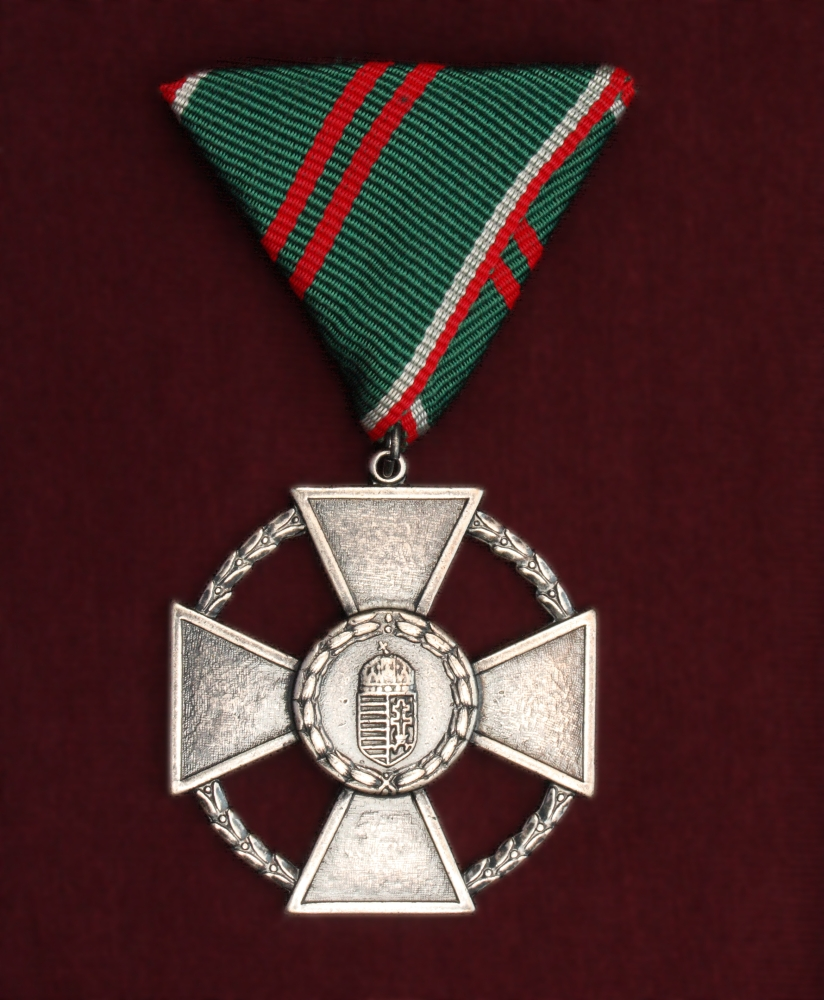
Magyar Köztársasági Ezüst Érdemkereszt

## Adományozható kitüntetések (Adományozásaik rendje, irányelvek)
2012. január 1-ig a Magyar Köztársasági Érdemrend és a Magyar Köztársasági Érdemkereszt - a továbbiakban együtt, állami kitüntetések - a többszörösen módosított 1991. évi. XXXI. törvény, valamint az 1130/2002. (VII. 24.) Korm. határozat alapján voltak adományozhatók.
Jelenleg a Magyarország címerének és zászlajának használatáról, valamint állami kitüntetéseiről szóló 2011. évi CCII. törvény az irányadó.

## Az adományozás feltételei
A független és demokratikus Magyarország érdekeinek elősegítése érdekében, valamint támogatása körüli kimagasló érdemeket szerzett, így - a nemzet szolgálatában, az ország fejlődésének elősegítésében, a haza érdekeinek előmozdításában és az egyetemes emberi értékek gyarapításában kifejtett kimagasló, példamutató tevékenységben, - a magyar és külföldi állampolgároknak adományozható, külön polgári és katonai tagozattal bíró kitüntetések adományozása.
Állami kitüntetésre az a személy javasolható, aki:
- a) büntetlen előéletű és életvitele erkölcsi szempontból példaértékű;
- b) munkássága kivételesen magas színvonalon kifejtett, az általa elért rendkívüli teljesítmény vagy kimagasló eredmény révén, illetve más módon szerez elévülhetetlen érdemeket.

Állami kitüntetéssel rendelkező személy, újabb állami kitüntetésre az előző kitüntetés adományozásától számított tíz éven belül, csak kivételesen indokolt esetben javasolható. Az újabb kitüntetésre irányuló javaslat az előző kitüntetés adományozását követően szerzett érdemen alapulhat.
Állami kitüntetésre, illetve annak magasabb fokozatára az javasolható, aki előzőleg már részesült a miniszter, a miniszterelnök vagy a Kormány által adományozott elismerésben, kitüntetésben vagy az állami kitüntetés alacsonyabb fokozatában. Ettől a szabálytól csak kivételesen lehet eltérni, ha azt az életmű elismerése, rendkívüli jelentőségű érdem, illetve más különleges ok vagy alkalom indokolja.
Állami kitüntetés posztumusz adományozása nem javasolható.

### Magyar Szent István-rend
a magyar kitüntetések közül a legmagasabb állami kitüntetés, amelyet a 2011. évi CCII. törvény alapított meg az 1764 és 1946 között létezett Magyar Királyi Szent István-rend újraalapításaként.

### Magyar Corvin-lánc
A Miniszterelnök 2/2001. (VIII. 14.) ME rendelete alapján.
Az adományozás feltételei:
A kitüntetés azon magyar és külföldi állampolgár részére adományozható, aki a magyar tudomány és művészet, valamint a magyar oktatás és művelődés fellendítése terén kimagasló érdemeket szerzett.
A kitüntetéssel adományozottak száma egy időben a tizenkettőt nem haladhatja meg.
Javaslattevő: a miniszterelnök, illetőleg attól kezdve, hogy az adományozottak száma a tizenkettőt eléri és megalakul a Magyar Corvin-lánc Testület, a kitüntetés további adományozására csak e testület által támogatott javaslat terjeszthető az adományozó elé.
A kitüntetést a miniszterelnök adományozza, a díj adományozásra a nemzeti ünnepek alkalmával kerül sor.

### Magyar Becsület Rend
A Magyar Becsület Rend Magyarország és a nemzet érdekében teljesített kiemelkedő szolgálat vagy hősiesség elismerésére szolgál.

### Magyar Érdemrend
Javaslattevő: a miniszterelnök, az ő előterjesztésére adományozható, a kormány hozzájárulásával.
Fokozatai:
- nagykereszt a nyaklánccal és az arany sugaras csillaggal, - kizárólag államfők részére adományozható.[5]
- nagykereszt, - évente legfeljebb 15 adományozható.[6]
- parancsnoki kereszt a csillaggal, - évente legfeljebb 35 adományozható.[7]
- parancsnoki kereszt, - évente legfeljebb 70 adományozható.[8]
- tisztikereszt, - évente legfeljebb 140 adományozható.
- lovagkereszt, - évente legfeljebb 280 adományozható.

### Magyar Érdemkereszt
Javaslattevő: a feladatköre alapján illetékes miniszter előterjesztésére adományozható, fokozatai:
- Magyar Arany Érdemkereszt, - évente legfeljebb 200 adományozható.
- Magyar Ezüst Érdemkereszt, - évente legfeljebb 400 adományozható.
- Magyar Bronz Érdemkereszt, - évente legfeljebb 600 adományozható.

A fenti kitüntetéseket a köztársasági elnök vagy személyes megbízottja adja át ünnepélyes keretek között.
Az oktatás területén az adományozás időpontja: március 15. és augusztus 20.
Felterjesztési határidő (OKM-be): október 20. és március 31.

### Kossuth- és Széchenyi-díj
Az 1101/1996 (X. 2) Kormányhatározat alapján, a díjakat évente 15–15 fő kaphatja.
Az adományozás feltételei:
A Kossuth-díjra a kulturális és a művészeti alkotások, a Széchenyi-díjra pedig a tudományok, a kutatás, a műszaki alkotások, a műszaki fejlesztés, továbbá a gyógyítás és az oktatás-nevelés terén kivételesen magas színvonalú, példaértékű, nemzetközileg is elismert eredményeket elért személyeket lehet ajánlani. A Díj ismételt adományozására csak olyan eredmény alapján lehet javaslatot tenni, melyet a jelölt az előző Díj adományozása óta eltelt időszakban ért el.
Javaslattevő: a Díj adományozására a Kormány tagjai, az országos köztestületek, a Kossuth-, Széchenyi- és Állami Díjjal rendelkezők, valamint a tudományos és művészeti élet területén működő országos szervezetek elnökségei jogosultak javaslatot tenni.
A Díj adományozását a javaslattételre jogosultaknál bárki kezdeményezheti.
A Díj ünnepélyes átadására minden év március 15. napján, nemzeti ünnepünk alkalmából kerül sor.
Felterjesztési határidő (OKM): az adományozást megelőző év október 20.

### A Köztársaság Elnökének Érdemérme
A kitüntetés alapításáról szóló 153/2001. (XI. 29.) határozat.
Az adományozás feltételei:
Annak a magyar vagy külföldi állampolgárnak adományozható, aki életútjával, szakmai tevékenységével kiemelkedő érdemeket szerzett, különösen a tudományok bármely területén, az ifjúság nevelése, az elesettek és hátrányos helyzetűek támogatása, a természeti környezet megóvása terén, valamint művészi alkotói és előadói, illetve a köz szolgálatában végzett tevékenységével.
A kitüntetést a köztársasági elnök adományozza.
(Az átadás időpontjáról nincs rendelkezés).

### Márciusi Ifjak Díj - A fiatal tehetségekért
A Kormány 32/2008. (II. 21.) Kormányrendelete alapján.
Az adományozás feltételei:
A díj azoknak a 35 év alatti, magyar állampolgárságú személyeknek adományozható, akik az alkotó- és előadóművészet, a kultúra, a tudomány, a társadalmi- és technológiai innováció, valamint a sport területén kifejtett tevékenységükkel öregbítették Magyarország hírnevét, elősegítették kulturális gyarapodását.
A díj évente legfeljebb 12 személynek adományozható.
A díjat a miniszterelnök minden évben a március 15-ei nemzeti ünnepen, az 1848-as forradalom évfordulóján adja át.

## Miniszteri kitüntetések
Az Oktatási és Kulturális Miniszter által adományozható szakmai elismerések a többszörösen módosított 24/1999. (VI. 25.) OM rendelet alapján.

### Szent-Györgyi Albert-díj
Az adományozás feltételei:
A felsőoktatás területén, az iskolateremtő, a nemzetközi elismertségű munkát végző magánszemélyeknek adományozható.
Évente 15 személy kaphatja, átadás minden év január 22-én a Magyar Kultúra Napján.

### Apáczai Csere János-díj
Az adományozás feltételei: Óvodai, általános iskolai, szakiskolai, középiskolai pedagógusok és főiskolai, egyetemi oktatók részére kiemelkedő oktatási-nevelési munkáért, valamint a pedagógiai gyakorlatot segítő kiemelkedő tudományos tevékenységért adományozható.
Évente 20 fő kaphatja fele-fele arányban a közoktatás illetőleg a felsőoktatás területéről, átadás minden év január 22-én a Magyar Kultúra Napján.

### Kiss Árpád-díj
Az adományozás feltételei: A pedagógiai újítások kidolgozása, illetve alkalmazása, a magyar neveléstudomány eredményeinek felhasználása és a pedagógia nemzetközi tapasztalatainak adaptációja terén kiemelkedő tevékenységet folytató pedagógusok és neveléstudományi kutatók szakmai munkájának elismeréseként adományozható. Évente 5 személy kaphatja, átadás minden év január 22-én a Magyar Kultúra Napján.

### Németh László-díj
Az adományozás feltételei: Azoknak az általános iskolai, szakiskolai és középiskolai oktató-nevelő munkát végző tanároknak adományozható, akik a gyermekek harmonikus személyiségformálásában huzamosan kiemelkedő munkát végeznek. Évente 15 személy kaphatja, átadás minden év január 22-én a Magyar Kultúra Napján.

### Karácsony Sándor-díj
Az adományozás feltételei: Azoknak a tanítóknak adományozható, akik a gyermekek harmonikus személyiségformálásában huzamosan kiemelkedő munkát végeznek. Évente 10 személy kaphatja, átadás minden év január 22-én a Magyar Kultúra Napján. A díj 2012-ben megszűnt.

### Brunszvik Teréz-díj
Az adományozás feltételei: Kiemelkedő óvodapedagógiai munkáért, valamint az óvodapedagógus képzésben kiemelkedő munkát végző oktatók elismerésére adományozható. Évente 7 fő kaphatja, ebből 2 fő a felsőoktatás, 5 fő a közoktatás területéről, átadás minden év január 22-én a Magyar Kultúra Napján.

### Éltes Mátyás-díj
Az adományozás feltételei: Kiemelkedő gyógypedagógiai munka elismerésére adományozható. Évente 5 fő kaphatja, átadás minden év január 22-én a Magyar Kultúra Napján.

### Arany Katedra Emlékplakett
Az adományozás feltételei: Azoknak az óvodai, általános iskolai, szakiskolai és középiskolai oktatási-nevelési intézményekben dolgozó pedagógusoknak adományozható, akik hosszú időn át a gyermekek oktatása-nevelése érdekében kiemelkedő munkát végeznek.
Évente 2 alkalommal - átadás minden év január 22-én a Magyar Kultúra Napján és Pedagógus Nap alkalmából is - 50-50 fő kaphatja.
Felterjesztési határidő (OKM): az adományozást megelőző év november 20.

### Eötvös József-díj
Az adományozás feltételei: Azoknak a kiemelkedő munkát végző óvodai, általános iskolai , középiskolai, szakiskolai pedagógusoknak és főiskolai, egyetemi oktatóknak adományozható, akik oktató-nevelő munkájuk során, életpályájukkal kifejezték elkötelezettségüket a pedagógus élethivatás mellett. Évente 8 személynek adható, minden év június 1-jén Pedagógus Nap alkalmából.
Felterjesztési határidő (OKM): az adományozás évében március 31.

### Tessedik Sámuel-díj
Az adományozás feltételei: Azoknak a kollégiumban dolgozó általános iskolai, szakiskolai, középiskolai pedagógusoknak és főiskolai, egyetemi oktatóknak adományozható, akik kiemelkedő kollégiumi pedagógiai munkát végeznek. A díjat évente 5 személy kaphatja, minden év június 1-jén Pedagógus Nap alkalmából. Felterjesztési határidő (OKM): az adományozás évében március 31.

### Teleki Blanka-díj
Az adományozás feltételei: Azoknak a pedagógusoknak az elismerésére, akik nevelő-oktató, fejlesztő munkájuk során kiemelkedő eredményességgel, odaadással tevékenykednek a hátrányos helyzetű, halmozottan hátrányos helyzetű, szociális, egészségügyi okok miatt különleges gondoskodást igénylő gyermekek, tanulók segítésében. A díjat évente 100 személy kaphatja, minden év június 1-jén Pedagógus Nap alkalmából. Felterjesztési határidő (OKM): az adományozás évében május 13.

### Magyar Felsőoktatásért Emlékplakett
Az adományozás feltételei: A felsőoktatási intézményben dolgozóknak (oktatók és egyéb alkalmazottak) kiemelkedő munkájuk elismerésére adományozható. Évente 60 fő kaphatja, minden év június 1-jén Pedagógus Nap alkalmából. Felterjesztési határidő (OKM): az adományozás évében március 31.

### Trefort Ágoston-díj
Az adományozás feltételei: Azoknak a minisztériumi, önkormányzati és intézményi dolgozóknak adományozható, akik az oktatás érdekében hosszabb időn át kiemelkedő munkát végeztek. Évente 15 személy kaphatja, átadás minden év augusztus 20-án. Felterjesztési határidő (OKM) az adományozás évében március 31.

### Kármán Tódor-díj
Az adományozás feltételei: A magyarországi oktatás, képzés, felnőttoktatás, tudományos kutatás érdekében végzett kiemelkedő tevékenységért a gazdasági élet szereplőinek adományozható. A díjat természetes és jogi személyek kaphatják. Évente legfeljebb 5 díj adományozható, átadás a tanévnyitón. Felterjesztési határidő (OKM): az adományozást megelőzően 3 hónappal.

### Pedagógus Szolgálati Emlékérem
Az adományozás feltételei: Azoknak a nyugállományba vonuló óvodai, általános iskolai, szakiskolai, középiskolai pedagógusoknak és főiskolai, egyetemi oktatóknak adományozható, akik legalább 25 éven keresztül a gyermekek oktatása-nevelése érdekében tevékenykedtek és kiemelkedő munkát végeztek. Nincs limit, átadás folyamatos.

### Oktatási Miniszter Elismerő Oklevele
Az adományozás feltételei: Az oktatási ágazat dolgozói és intézményei részére rendkívül kimagasló teljesítmény, kerek évforduló elismerésére adományozhat. Nem egyenlő a korábbi Miniszteri Dicsérettel, limit nincs, átadás folyamatos. Felterjesztési határidő (OKM): az adományozást megelőzően 3 hónappal.

### Nagy-Tibor Gyula-díj
Az adományozás feltételei: Az oktatás területén az európai jogharmonizációért és a közigazgatás korszerűsítéséért kimagasló tevékenységet folytató személyeknek adományozható. Évente március 4-én (Nagy-Tibor Gyula halálának évfordulója alkalmából) 2 személy kaphatja.

### Solt Ottília-díj
Az adományozás feltételei: A hazai vagy külföldi kisebbségi oktatásban, a hátrányos helyzetű tanulók támogatásában, továbbá a hátrányos megkülönböztetés elleni küzdelemben kiemelkedő tevékenységet folytató természetes és jogi személyeknek adományozható.
Évente január 7-én, Solt Ottília születésnapja alkalmából 3 személy kaphatja. Felterjesztési határidő (OKM) az adományozást megelőző év október 20.

### Kisebbségekért-díj
Az adományozás feltételei: A kisebbségekért végzett kimagasló tevékenység elismeréséért adományozható évente december 18-án, limit nincs. Felterjesztési határidő (OKM) az adományozás évében szeptember 1.
Az Egészségügyi Miniszter által adományozható a 21/2005 (VI. 16.) az Egészségügyi Minisztérium rendelete alapján adható kitüntetések:

### Semmelweis-díj
Az adományozás feltételei: Annak adományozható, aki az egészség megőrzése, a betegségek megelőzése és a gyógyítás terén kivételesen magas színvonalú, példaértékű eredményt ért el, illetve tevékenységével jelentősen hozzájárult ilyen eredmény eléréséhez. A díjat természetes személyek, önkormányzati, egyházi és társadalmi szervezetek, egészségügyi intézmények és gazdálkodó szervezetek kaphatják, évente 5 díj adományozható.

### Batthyány-Strattmann László-díj
Az adományozás feltételei: Azok részére, akik szakmai vagy közszolgálati munkájukkal hozzájárultak az egészségügyi, ellátás fejlesztéséhez, az e tevékenység során elért kimagasló teljesítmény vagy eredmény elismerésére adományozható, évente legfeljebb 40 fő kaphatja.

### Pro Sanitate-díj
Az adományozás feltételei: Az egészségügyi ellátás érdekében kifejtett kiemelkedő szakmai vagy közszolgálati tevékenységért adományozható, évente legfeljebb 70 fő kaphatja.

### Egészségügyi Miniszteri Dicséret
Az adományozás feltételei: A minisztériumban, az irányítása, felügyelete alá tartozó intézményekben, valamint az egészségügyi ellátás területén kiemelkedő tevékenységet végző személyek, illetve intézmények részére adományozható, limit nincs.

### Egészségügyi Miniszter Elismerő Oklevele
Az adományozás feltételei: Az egészségügyi ágazatban működő munkacsoportok az együttesen elért kiemelkedő eredményükért, valamint intézmények, szakértői csoportok és bizottságok kiemelkedő teljesítményükért kaphatják, limit nincs.

### Egészségügyi Miniszter Díszoklevele
Az adományozás feltételei: Életmű elismeréseként elsősorban nyugállományba vonuláskor vagy az elismerésben részesülő 70. születésnapján, illetve az azt követő 5 évenkénti születésnapok alkalmával adományozható, limit nincs.
A díjak és elismerések adományozására
- Semmelweis Ignác születése napja (július 1.),
- Batthyány-Strattmann László születése napja (október 28.),
- március 15-e,
- kiemelkedő szakmai esemény alkalmából kerül sor.

Felterjesztési határidő (EüM) legalább 90 nappal az adományozást megelőzően.
A miniszterelnök általános helyettese által adományozható elismerések a 6/2018. (XII. 21.) TNM rendelet szerint:

### Károli Gáspár-díj
Az adományozás feltételei: Adományozható annak, aki a protestáns hittudományok terén kifejtett munkásságával gazdagította a magyar tudományos életet, illetve a magyar vallási irodalomban és vallási életben kiemelkedőt alkotott, különös tekintettel a biblikus tudományokban, illetve a teológiában – fordítással, tanulmánnyal – elért kimagasló eredményeire. Adományozható annak is, aki a protestáns egyházak társadalmi beágyazottságának kiszélesítése terén fejtett ki kiemelkedő tevékenységet, hozott létre kimagasló eredményt, illetve munkásságával az egyház közfeladat-ellátásának kiszélesítésében ért el jelentős eredményt. A reformáció napja (október 31.) alkalmából kerül átadásra. Évente legfeljebb 2 fő kaphatja.

### Fraknói Vilmos-díj
Az adományozás feltételei: Adományozható annak, akinek kiemelkedő a katolikus teológia, a filozófia vagy az egyháztörténelem területén kifejtett munkássága, illetve aki tevékenységével előmozdította a magyar vallási élet megújulását és a teológia oktatásának fejlődését. Adományozható annak is, aki az egyház társadalmi beágyazottságának kiszélesítése terén fejtett ki kiemelkedő tevékenységet, hozott létre kimagasló eredményt, illetve munkásságával az egyház közfeladat-ellátásának kiszélesítésében ért el jelentős eredményt. Kisboldogasszony ünnepe (szeptember 8.) alkalmából kerül átadásra. Évente legfeljebb 3 fő kaphatja.

### Scheiber Sándor-díj
Az adományozás feltételei: Adományozható annak, aki – a magyar nemzeti kultúra szolgálatában – a hebraisztika, judaisztika, zsidó vallás-, művelődéstörténet és az oktatás, valamint a zsidók és nem zsidók közötti párbeszéd és tolerancia előmozdításának területén kiemelkedőt alkotott. Adományozható annak is, aki az egyházak társadalmi beágyazottságának kiszélesítése terén fejtett ki kiemelkedő tevékenységet, hozott létre kimagasló eredményt, illetve munkásságával az egyház közfeladat-ellátásának kiszélesítésében ért el jelentős eredményt. Scheiber Sándor főrabbi halálának évfordulója (március 3.) alkalmából kerül átadásra. Évente legfeljebb 1 fő kaphatja.

### Pro Cultura Minoritatum Hungariae díj
Az adományozás feltételei: Olyan Magyarországon élő nemzetiséghez tartozó személynek, vagy szervezetnek adományozható, aki vagy amely kiemelkedő tevékenységet végzett a Magyarországon élő nemzetiségek körében az anyanyelvű, kulturális örökség megtartásáért, fejlesztéséért, és a nemzetiségi közművelődés és kultúra területén kimagasló tevékenységével hozzájárult a Kárpát-medence népeinek együttéléséhez. A kulturális sokszínűség, párbeszéd és fejlődés világnapja alkalmából (május 21.) kerül átadásra. Évente legfeljebb 13 darab díj adható.

## A kultúra területén adományozható kitüntetések és szakmai elismerések, A Magyar Kultúra Napja alkalmából, január 22-én.

### Márai Sándor-díj
Írói életműért, felterjesztési határidő OKM: az adományozást megelőző év november 15-e.

### Csokonai Vitéz Mihály Alkotói Díj
A nem hivatásos amatőr színjátszás, vers-és prózamondás, bábjátszás, kórus- és zeneművészet, képző-, fotó-, film-, videóművészet, táncművészet, valamint a hagyományőrzés, a tárgyalkotó és előadó népművészet területén működőknek.

### Csokonai Vitéz Mihály Közösségi Díj
Együtteseknek vagy közösségeknek, felterjesztési határidő OKM: az adományozást megelőző évben október 1.

### Bibliotéka Emlékérem-díj
Könyvtárosoknak, irányító, elméleti vagy gyakorlati munkájukért, felterjesztési határidő OKM: az adományozást megelőző október 20.

### A Kultúra Támogatásáért cím
Gazdálkodó szervezetek részére a kulturális örökség védelméhez, kulturális események megrendezéséhez nyújtott jelentős támogatásért.

### A Kultúra Pártfogója cím
Magánszemélyek részére a kulturális örökség védelméhez, kulturális események megrendezéséhez nyújtott jelentős támogatásért.
Felterjesztési határidő (OKM): az adományozást megelőző év november 15.

## Művészeti díjak
Átadásuk március 15.

### Balassa Péter-díj
Irodalmi, színházi, zenei, filmes és képzőművészeti tevékenységért.

### Balázs Béla-díj
Mozgókép-, tv-, filmművészet terén nyújtott kiemelkedő alkotómunkáért.

### Balogh Rudolf-díj
Fotóművészet területén nyújtott kiemelkedő alkotómunkáért.

### Bánffy Miklós-díj
Kultúra és közművelődés területén nyújtott kiemelkedő munkáért.

### Blattner Géza-díj
Bábszínész, rendező, tervező részére adható elismerés.

### Erkel Ferenc-díj
Az adományozás feltételei: Kiemelkedő zeneszerzői, zenei rendezői tevékenységért adományozható. Évente 3 személy kaphatja.

### Harangozó Gyula-díj
Táncművészeti tevékenységért adható elismerés.

### Jászai Mari-díj
Színművészeti, színháztudományi tevékenységért adható elismerés.

### József Attila-díj
Kiemelkedő irodalmi tevékenységért adható elismerés.

### Liszt Ferenc-díj
Az adományozás feltételei: Kiemelkedő zenei és előadó-művészeti tevékenység elismerésére adományozható, évente 8 fő kaphatja.

### Munkácsy Mihály-díj
Az adományozás feltételei: Kiemelkedő képzőművészeti tevékenység elismerésére adományozható, évente 13 fő kaphatja.

### Nádasdy Kálmán-díj
Zenés színházi rendezői tevékenységért adományozható elismerés.

### Ferenczy Noémi-díj
Iparművészeti tevékenységért adható elismerés.

### Németh Lajos-díj
Képzőművészeti, iparművészeti, fotóművészeti tevékenységért adományozható elismerés.

### Szabolcsi Bence-díj
Zenetudományi, zenekritikai tevékenységért adományozható elismerés.

### Táncsics Mihály-díj
Újságírói tevékenységért adható elismerés.

### Magyar Köztársaság Érdemes Művésze-díj
Színház-, zene-, tánc-, artista-, mozgókép-, képző-, ipar-, fotóművészet területén adományozható elismerés, évente 10 fő kaphatja.
Felterjesztési határidő (OKM): az adományozást megelőző év október 20.

### Magyar Köztársaság Kiváló Művésze-díj
A Magyar Köztársaság Érdemes Művésze díjjal rendelkezőknek adható, akik e díjnak legalább 5 éve birtokosai, évente 5 fő kaphatja.
Felterjesztési határidő (OKM): az adományozást megelőző év október 20.

### Magyar Köztársaság Babérkoszorúja-díj
Azoknak adható, akik kiemelkedő teljesítményt értek el a magyar irodalom területén, évente 2 fő részére. Felterjesztési határidő (OKM): az adományozást megelőző év október 20.

## Miniszteri díjak a műemlékvédelem területén
Minden év áprilisában adható.

### Forster Gyula díj
A műemlékvédelem területén végzett kimagasló szakmai tevékenység elismeréséért – 3 főnek adható.

### Forster Gyula-emlékérem
A műemlékvédelem terén jelentős érdemeket szerzett nem szakmabeli személynek, szervezetnek – 6 elismerés adható.

### Schönvisner István-díj
A régészeti örökség védelme érdekében végzett kimagasló szakmai tevékenységet végző szakembereknek – 2 főnek adható.

### Schönvisner István-emlékérem
A régészeti örökségvédelem terén jelentős érdemeket szerzett nem szakmabeli személyeknek és szervezeteknek – 4 elismerés adható.
A díjak felterjesztésének helye: Kulturális Örökségvédelmi Hivatal, felterjesztési határidő: minden év február 10.

### A „Csángó Kultúráért” Díj
A csángó magyarok ügyében kifejtett kiemelkedő tevékenységért egy főnek adható, felterjesztési határidő (OKM): minden év március 30.

## Közművelődési, közgyűjteményi díjak
Augusztus 20-a alkalmából. Felterjesztési határidő (OKM): az adományozás évében május 1.

### Bessenyei György-díj
Közművelődési tevékenységért – 6 díj adható át.

### Életfa-díj
Népművészet átörökítéséért – 3 díj adományozható.

### Móra Ferenc-díj
Muzeológusok részére, – 5 díj adható át.

### Népművészet Mestere-díj
Népművészek részére, – 10 díj adományozható.

### Népművészet Ifjú Mestere-díj
Fiatal népművészeknek adományozható, 15 díjat adnak át.

### Pauler Gyula-díj
Levéltárosoknak, 4 díj adományozható.

### Széchényi Ferenc-díj
Közgyűjteményi szakembereknek évente 6 díj adományozható.

### Szinnyei József-díj
Könyvtárosoknak adományozható évente 6 díj.

### Wlassics Gyula-díj
Közművelődésben dolgozó szakembereknek adományozható évente 20 díj.

### Gérecz Attila-díj
A 30. életévüket be nem töltött első kötetes alkotóknak adományozható, évente 2 fő részére. Felterjesztési határidő (OKM) minden év június 10, átadása minden évben október 23.

### Pro Cultura Hungarica Emlékplakett
Külföldi állampolgárok részére adható díj, – 35 fő részére évente, felterjesztési határidő (OKM) az átadás tervezett ideje előtt legalább 3 hónappal, átadása folyamatos.

## A Földművelésügyi és Vidékfejlesztési Miniszter által adományozható díjak és elismerések
Adományozhatók a 91/2003. (VII. 31.) FVM rendelet alapján, átadás: Március 15-én.

### Fasching Antal-díj
A földmérés, földügy és térképészet területén dolgozók számára alapított díj.

### Ujhelyi Imre-díj
A mezőgazdaság, élelmiszeripar, agrárszakoktatás területén dolgozók számára alapított díj.

### Pro Silva Hungariae-díj
Az erdő-, vadgazdálkodás, vadászat területén dolgozók számára alapított díj.

### Miniszteri Elismerő Oklevél
Nyugállományba vonulás, jubileumok, alkalmából adományozható elismerés.

### Életfa Emlékplakett
Életút elismerésére céljából alapított díj.

### Pro Alimentis Hungariae-díj
Az élelmiszeripar terén kifejtett tevékenységért adományozható díj. Felterjesztési határidő (FVM): az adományozást megelőző év december 15.

### Nagyváthy János-díj
Az adományozás feltételei: legalább 5 éve kiemelkedő oktató munka a miniszter feladatkörébe tartozó ágazatokat érintő felsőoktatás területén.
Évente összesen 6 díj adható. Felterjesztési határidő (AM): az adományozás évében március 20, átadható a Pedagógus Napon.

### Fleischmann Rudolf-díj
Növénynemesítésért adható elismerés, átadása augusztus 20.

### Tolnay Sándor-díj
Állategészségügyi oktatásért, kutatásért, gyakorlati tevékenységért adható elismerés, átadása augusztus 20-án.

### Aranykoszorús Gazda-díj, Aranykoszorús Gazdasszony-díj
Felterjesztési határidő (FVM): az adományozás évében június 1, átadása augusztus 20-án.

### „Virágos Magyarországért”
Évente ősszel adható.

### Kovács Béla-díj
Október 23-a alkalmából adható a magángazdaságok korszerűsítéséért.

### „A Megújuló Magyarországért”-díj
A települési értékek megőrzésért adható díj.

### Eredményes Fásításért Emlékérem
A Fásítási hónap alkalmából adható díj.

## Az Ifjúsági Családügyi, Szociális és Esélyegyenlőségi Miniszter által adományozható kitüntetések
Adományozható az 5/2005. (VI. 16.) ICSSZEM rendelete alapján, a gyermek- és ifjúságügy területén elért kiemelkedő eredmények, illetve életmű elismeréseként.

### Magyar Ifjúságért Életműdíj
Évente egy fő részére adható elismerés.

### Magyar Ifjúságért Díj
Évente 7 személy kaphatja meg a díjat.

### Pro Caritate Díj
Az adományozás feltételei:
A szociális ellátás fejlesztéséhez való hozzájárulásért, a gyermekvédelem, a fogyatékos és megváltozott munkaképességű emberek rehabilitációja érdekében, illetve az ezzel foglalkozó intézményekben kifejtett kiemelkedő szakmai vagy közszolgálati tevékenységért, valamint a nyugdíjbiztosítás terén a nyugdíjasokért végzett munka elismeréseként adományozható. Évente legfeljebb 45 fő kaphatja meg az elismerést.

### Pro Familiis Díj
Az adományozás feltételei
A családalapítás, a gyermeknevelés támogatása, a családok jólétének növelése érdekében, továbbá a családvédelem területén, illetve az ezzel foglalkozó intézményekben kifejtett kiemelkedő szakmai vagy közszolgálati tevékenység elismeréseként adományozható.
Évente legfeljebb 30 fő kaphatja az elismerést.

### Szociális Munkáért Díj
Az adományozás feltételei: A szociális szakmák területén kiemelkedő teljesítményt nyújtó személyek és szervezetek tevékenységének elismeréseként adományozható. Évente legfeljebb 15 fő kaphatja.

### Hilscher Rezső Életműdíj, illetve Pro Familiis Életműdíj
Az adományozás feltételei: A díj a szociális és családvédelmi ellátás területén az életmű elismeréseként adományozható, évente 1-1 fő részére adható.

### Esélyegyenlőségért Díj
Az adományozás feltételei: Az esélyegyenlőség előmozdítása, megteremtése terén elért kiemelkedő eredmények, valamint a hátrányos helyzetű társadalmi csoportokhoz tartozó személyek jogainak érvényesítéséhez és az e jogok, valamint az emberi méltóság védelmében való fellépés és védelem minél szélesebb körű érvényesítése és népszerűsítése területén végzett kiemelkedő tevékenység elismeréseként adományozható. Évente legfeljebb 5 fő kaphatja.

### Esélyegyenlőségért Életműdíj
Az adományozás feltételei: Az esélyegyenlőség előmozdítása területén az életmű elismeréseként adományozható. Évente 1 fő kaphatja.

### Elige Vitam Életműdíj
Évente 1 fő kaphatja, a kábítószer elleni küzdelem területén végzett kiemelkedő tevékenység, illetve életmű elismeréseként adományozható kitüntetés.

### Elige Vitam Díj
Évente 6 fő kaphatja, a kábítószer elleni küzdelem területén végzett kiemelkedő tevékenység, illetve életmű elismeréseként adományozható kitüntetések.

### Idősekért Díj
Az adományozás feltételei: Az idősek emberi méltósága, anyagi, fizikai, lelki egészsége, jóléte, az időskori aktivitás megőrzése érdekében kifejtett munka elismerésére adományozható díj. Évente legfeljebb 20 fő kaphatja a díjat.

### Miniszteri Elismerő Oklevél
Az adományozás feltételei: Az Ifjúsági, Családügyi, Szociális és Esélyegyenlőségi Minisztériumban és intézményeiben, a miniszter irányítása alatt álló országos hatáskörű államigazgatási szerveknél, valamint a miniszter feladat- és hatáskörébe tartozó egyéb területeken kiemelkedő tevékenységet végző személyek, illetve intézmények részére adományozható. Évente legfeljebb 50 díj adható át.
A díjak és elismerések adományozására:
1. március 15-e és október 23-a,
2. az Esélyegyenlőség Napja (május 5.),
3. a Nemzetközi Családi Nap (május 15.),
4. az ENSZ Kábítószer-ellenes Világnapja (június 26.),
5. a Köztisztviselők Napja (július 1.),
6. az Idősek Világnapja (október 1.),
7. a Szociális Munka Napja (november 12.),
8. a Gyermeki Jogok Világnapja (november 20.),
9. a Fogyatékos Emberek Világnapja (december 3.),
10. egyéb kiemelkedő szakmai esemény alkalmából kerülhet sor.

Felterjesztési határidő (ICSSZEM) a tárgyévet megelőző év december 15.

## A Környezet és Természetvédelem a Vízügy továbbá a Meteorológia területén adományozható miniszteri kitüntetések
Adományozható a 8/2007. (III. 23.) KvVM rendelettel módosított 6/2003. (IV. 28.) KvVM rendelet alapján.
Szakmai díjak

### Környezetünkért-díj
Az adományozás feltételei: A környezetünk érdekében kiemelkedő tevékenységet folytató személyeknek, szervezeteknek adományozható.
Évente 6 díj adható. Adományozására a Környezetvédelmi Világnapon – június 5-én kerül sor. Felterjesztési határidő (KvVM) a tárgyévben április 5.

### Pro Natura-díj
Az adományozás feltételei: A hazai természetvédelem érdekében kiemelkedő tevékenységet folytató személyeknek, szervezeteknek adományozható. Évente 5 díj adható. Adományozására a Föld Napján – április 22-én – kerül sor. Felterjesztési határidő (KvVMI) a tárgyévben február 22.

### Vásárhelyi Pál-díj
A vízügy érdekében végzett kimagasló tevékenységért adományozható.

### Schenzl Guido-díj
A meteorológia területén végzett kimagasló tudományos, kutatási tevékenységért adományozható.

### Zöld Toll Díj
Környezetünk érdekében kiemelkedő újságírói tevékenységet folytató személyeknek adományozható díj.

### Bay Zoltán Díj
Az űrkutatás területén kimagasló tudományos, kutatási, szakmai tevékenységet folytató személyeknek adományozható díj.
Emlékplakettek

### Környezetünkért Emlékplakett
Az adományozás feltételei: A környezetünk érdekében kiemelkedő tevékenységet folytató személyek és szervezetek részére adományozható.
Évente 11 emlékplakett adható. Adományozására a Környezetvédelmi Világnapon – június 5-én – kerül sor. Felterjesztési határidő (KvVM) a tárgyévben április 5.

### Pro Natura Emlékplakett
Az adományozás feltételei: A természetvédelem érdekében kiemelkedő tevékenységet folytató személyek és szervezetek részére adományozható. Évente 10 emlékplakett adható. Adományozására a Föld Napján – április 22-én – kerül sor. Felterjesztési határidő (KvVM) a tárgyévben február 22.

### Sajó Elemér Emlékplakett
A vízügyi ágazat érdekében végzett magas színvonalú munka elismerésére alapított díj.

### Pro Meteorologia emlékplakett
Kiemelkedő meteorológiai tevékenységért adható díj.

### A Magyar Űrkutatásért Emlékplakett
Az űrkutatás területén kimagaslóan eredményes szakmai tevékenységet folytató személyeknek adható elismerés.

### Magyar a Világűrbe Emlékplakett
Érdemérem

### „A vizek kártételei elleni védekezésért” Érdemérem
Az országot sújtó árvíz, belvíz és különböző vízszennyeződések elleni védekezésben kiemelkedő teljesítményt nyújtó személyeknek adható elismerés.
Oklevél

### Miniszteri Elismerő Oklevél
A környezet- és természetvédelem, a vízügy, a meteorológiai és űrkutatás terén végzett példamutató, eredményes tevékenységért a Környezetvédelmi Világnap, a Föld Napja, a Víz Világnapja, a Meteorológiai Világnap, az Űrkutatás Napja, március 15-e, augusztus 20-a, október 23-a, nyugállományba vonulás, nagyobb teljesítmény elismerése, szervezetek jubileuma alkalmából adományozható 200 fő részére.